# Emma Bolger
Emma Bolger (Dublin, 5 de janeiro de 1996) é uma atriz irlandesa. Irmã de Sarah Bolger, se destacou no filme In America, de Jim Sheridan, em 2002.
Emma Bolger atuou no filme Heidi (2005), sendo a atriz principal do filme. Em 2004 ganhou o prêmio Young Artist Awards, além de ser indicada a vários outros prêmios.